# Tachikawa Dice
Il Tachikawa Dice (立川ダイス) è una società cestistica avente sede a Tachikawa, in Giappone. Fondata nel 2021, gioca in B.League.

## Storia
Il Tachikawa Dice è una squadra di pallacanestro giapponese fondata a Tachikawa nel 2021. Attualmente gioca in B3 League, la terza serie del campionato giapponese di pallacanestro.